# Геодезически полигон
Заснемането на земната повърхност и създаването на документи с висока степен на точност, които да отразяват координатите и надморските височини, е сложен процес и изисква създаване на достатъчно гъста мрежа от опорни точки за провеждане на дейности по картографиране или топографски измервания в по-едър мащаб. Определянето на триангулачни точки и обхващането на една земна повърхност от триангулачна мрежа не е достатъчна за успешното създаване на планове и карти за всякакви стопански дейности. Насищането на една площ с достатъчно опорни точки за снимка се осъществява чрез полигоновата мрежа. В най-общия случай теорията за създаването на полигонови мрежи се нарича полигонометрия. Чрез нея и създаваните полигоновите мрежи се увеличава броят на опорните точки, посредством които може да се провеждат геодезически измервания и да се създават графични оригинали необходими за стопанска, военна или изследователска и проектантска дейност.

## Предимства при използването
Геодезическият полигон е верига от избрани точки, свързани с последователни геодезически измервания. Създаваната верига от последователно определени опорни точки, независимо от земния релеф, позволява при липса на видимост към триангулачни точки, да се създава високоточна опорна мрежа с голяма гъвкавост. Полигонът се развива от опорна точка с определени координати, завършва в същата или в друга също така точно определена, като насища с опорни точки за топографска или друга дейност една конкретна земна повърхност.
Полигонометрията разделя условно геодезическите полигони на различни категории, макар това да са дейности с еднаква теория и използван математически апарат, както и работата по измерването да се извършва с използването на еднакви технически средства. Съществуват два вида полигони в полигоновите мрежи – главни и второстепенни.
- Главните са свързани с триангулачни точки и са обект на прецизни измервания, геодезически обезпечени с измервателни инструменти от висок клас за измервания на ъгли и разстояния и изравняване на резултатите с използването на математическия метод на най-малките квадрати. Полигоновите ходове и страни са по-дълги, полигоновите точки се стабилизират трайно върху земната повърхност и по степен на точност по координати и височина, те могат да се приравнят към триангулачните точки от по-нисък клас.

- Второстепенните са работни полигони за непосредствено заснемане на земната повърхност, като за изходни (като начални и крайни) се използват вече създадените преди това главни полигонови мрежи, или използването на полигонови точки и триангулачни точки. Изискванията към работните полигони, теодолитно или мензулно създавани, са с норми по-ниски по отношение на точността на измерването и крайната несвръзка, дължините на страните са по-къси и не се използват като изходни опорни точки за създаването на нови опорни точки на полигонова мрежа.

## Видове геодезически полигони

### По форма
По форма полигоните биват:
- Затворени. Затвореният полигон представлява многоъгълник.
- Отворени. Полигонът представлява начупена линия.

### По свързването с опорни точки
- Свързани. Свързаните полигони са със собствено ориентиране, като се визират посоки от известни опорни точки (напр. триангулачни) към други подобни на нея опорни точки. Тези полигони се измерват и изчисляват като се изхожда поне от две известни точки с известни координати и височина.
- Свободни. Полигонът не е свързан с точки с дадени координати.

### По начина на свързване
- Свързани (включени). Полигонът е скачен с две точки с дадени координати.
- Висящи. Висящият полигон е отворен полигон, свързан само с една точка с известни координати.
- Маркшайдерски. Използва се за прокарване на полигон между две триангулачни точки, когато няма видимост към други точки. Нарича се маркшайдерски и се прилага за създаване на опорна мрежа в горите и при подземните разработки в мините. Прилагат се методите за изчисление на свободен полигон.

### По начина на измерване на полигоновите ъгли
- Теодолитни полигони. Ъглите се измерват с теодолит. Тук може да се причислят и работните полигони при мензулна снимка;
- Азимутни полигони. Измерванията се извършват чрез жиротеодолит и се измерва астрономичен азимут;
- Бусолни, където чрез бусолни инструменти се измерват магнитните азимути на полигоновите страни. Бусолните полигони са свързани, но ориентирането на всяка станция определена за опорна точка, се свързва със земното магнитно поле и се прави с бусола (на френски: boussole, компас). Бусолата е специално изработен компас за геодезически измервания. Обикновено бусолата е със значително по-дълга магнитна стрелка и нейния ъгломерен кръг не е голям, а само сегмент от компасния кръг, включващ зоните север-юг. Така са конструирани бусолите използвани при мензулна снимка. Има и специални бусоли, които свързват компаса с ъгломерен кръг и визирно устройство или притежават оптическо приспособление за отчитане. Последните намират голямо приложение и във военното дело.

Тази класификация е условна. Един полигон може да бъде например свободен, висящ, а измерването в пространството да се осъществява с техническите средства теодолит, жиротеодолит, кипрегел или ориентирането да се извършва с бусола.

## Проектиране на полигон
Чрез обхождане на терена се избират местата на полигоновите точки, необходими за конкретната дейност, като се правят и просеки при необходимост за обезпечаване на пряката видимост. Съставя се окомерна скица в по-едър мащаб (1:2000 или 1:500), фиксират се опорните точки и с това станциите за измерване. Станциите се номерират с арабски цифри, обикновено като се започне от североизточния край и се завърши с последните разположени в западна или югозападна посока. Гъстотата и разположението на полигоновите точки зависи от релефа на земната повърхност и ситуацията върху терена. Създадени са норми за избор на дължината на полигоновите страни, които пряко са свързани с целите поставени пред полигоновата мрежа – дали е главна или е второстепенна работна за непосредствено заснемане на терена. Това се определя от конкретната потребност, като се отчитат важни от топографска гледна точка изисквания за разстояния до други съседни полигонови ходове и мащаба на снимката по проекта. Създаваният полигон трябва да позволява заснемането на всички земни форми и ситуационните подробности на конкретната местност, с методите и нормите за точност съгласно изискванията за конкретната топографската снимка. Проектирането на полигона и полигоновите ходове се прави с изключително внимание особено при ортогоналните снимки, където с къси перпендикуляри трябва да се заснемат всички ситуационни подробности, при условията на гъсто застроени населени места.

## Стабилизиране
Основната полигонова мрежа трябва да обезпечи дълготрайно използване на създадените опорни точки. Затова всяка полигонова точка се стабилизира върху терена с дървен кол, с каменно или бетоново блокче. На павирани улици или върху асфалт се забиват метални водопроводни тръби. Опорните полигонови точки задължително се реперират, като за всяка се създава реперна скица в специален реперен карнет.

## Измерване
Начина на измерване и използваните инструменти се определят от предназначението на полигоновата мрежа, като те трябва да отговарят на специални нормативи и указания преди работа.
За да се обвърже създаването на полигона със съществуващата триангулачна мрежа, като правило избраната точка № 1 на полигона е триангулачна (Рн), на която е известен посочния ъгъл, координати и височина (αО, х0, у0 и НО). От нея се визира към друга триангулачна (направление Рн Р’н) и към следващата в полигона. В началната точка на полигона се измерва и ъгъла β1 между изходното направление Рн Р’н и страната към следващата опорна точка от полигона. Избирайки последователно точки от местността с поредните означения 1,2,3,..., n, се измерват дължините на полигоновите страни S1, S2,…, Sn' и ъглите между тях β2, β3,…, βn, както е показано на приложената схема.

### Измерване по посока, височина и дължина
Посоките от всяка точка към съседните се измерва с теодолит с директна точност на отчитане 1с в един гирус при две положения на зрителната тръба.
Височината на полигоновите точки се определя чрез геометрична или тригонометрична нивелация, като се определя вертикалния ъгъл към двете съседни точки.
Дължините на полигоновите страни може да се измерят ръчно с мерна лента или ролетка и с оптични, електрооптични или електронни тахиметри, като в този случай полигоновите точки се сигнализират със съответните специални лати за измерване на разстояния. В случай че няма пряк достъп между две точки от полигона, се прилагат тригонометрични методи за изчисление, като полигоновата страна се изчислява като страна от триъгълник с точно измерена база. Измерването се прави в двете посоки и резултатите се записват в дължинен карнет.

## Изчисление
От измерените посоки се изчисляват съответните полигонови ъгли. В резултат на измерванията, ъгловите несъвпадения ще са критерии за точността на измерването, особено при трасирането на затворени и свързани полигони. Ъглите и координатните разлики могат да се изравнят за двата вида полигони, но не може да се осъществи такава корекция при висящите полигони. Тези несъвпадения за различни видове полигони и различни мащаби са нормирани, така че да се гарантира максимална точност на геодезическата работа за създаването на топографски план или при трасиране при строителни работи.
Изчисленията се правят при известни координати и изходни параметри от триангулачна точка като се използват като начална първа и крайна полигонова точка (при свързани полигони). В други случаи, ако полигонът е свободен, координатната система се избира произволно с подходящо избрани координати и се приема произволно приет посочен ъгъл. Маркшайдерският полигон се изчислява като свободен полигон, като се полага произволна координатна система и координатното начало се полага в първата полигонова точка. За абциса на координатната система се приема продължението на първата полигонова страна. При затворения полигон една от точките му се приема за начална.
Изчисленията се извършват в следната последователност:
-изчисляват се посочните ъгли на полигоновите страни;
-изчисляват се координатните разлики;
-изчисляват се координатите на полигоновите точки като бъдещи опорни точни от развиваната полигонова мрежа.
За изчисленията се прилагат следните математически формули:
Посочният ъгъл αi за страна i и координатите в полигоновата опорна точка i + 1 (Xi+1, Yi+1) се изчисляват по формулите:
{\displaystyle \alpha _{i}=\alpha _{0}+\sum _{r=1}^{i}{\beta _{r}-i180^{\circ }}},
координатните разлики на посдователните полигонови точки са:
{\displaystyle \Delta \ X_{i,i+1}=S_{i,i+1}.\cos {\alpha _{i,i+1}}}

{\displaystyle \Delta \ Y_{i,i+1}=S_{i,i+1}.\sin {\alpha _{i,i+1}}}
,
координатите на полигоновите точки са:
{\displaystyle X_{i+1}=X_{i}+\Delta \ X_{i,i+1}}

{\displaystyle Y_{i+1}=Y_{i}+\Delta \ Y_{i,i+1}}

## Контрол и изравняване
За контрол и оценка на точността на полигоновата верига се използва нормата на допустимата стойност на линейна несвръзка. Допустимата стойност fSдоп на линейната несвръзка зависи от сумата от дължините на страните в полигона {\displaystyle f_{S}}. Определянето на несвръзката се определя при крайната точка на полигона PK с известни координати на {\displaystyle X_{K}} и {\displaystyle Y_{K}} и посочния ъгъл αK и визираните данни за направлението към една друга триангулачна точка  P’К
Линейната несвръзка се определя от несвръзките по двете координати по формулата:
{\displaystyle f_{S}={\sqrt {(f_{X})^{2}+(f_{Y})^{2}}}\ }
Ако в резултат на грешки при измерването на дължините и ъглите, несвръзката е по-малка от допустимата приета по норма, с координатната разлика {\displaystyle \Delta \ X} и {\displaystyle \Delta \ Y} се променят пропорционално на дължините на полигоновите страни координатните несъвпадения {\displaystyle f_{X}} и {\displaystyle f_{Y}} на полигона съответно по осите {\displaystyle X} и {\displaystyle Y}. Тези несвръзки се отстраняват с корекция на резултатите на измерените ъгли и дължината на страните посредством изравнителни поправки изчислени по метода на най-малките квадрати.